# Torsten Enders
Torsten Enders (* 6. Januar 1954 in Altenburg) ist ein deutscher Hörspielautor und -dramaturg.

## Leben
Enders studierte Theaterwissenschaft. Er arbeitete als Regieassistent bei der Abteilung Kinderhörspiele des Rundfunks der DDR und wurde 1978 Dramaturg in der Hauptabteilung Funkdramatik. Ab 1992 war er Redakteur in der Feature-Abteilung des Deutschlandsenders Kultur, ab 1994 Hörspielredakteur beim DeutschlandRadio Kultur.
Seit den 1970er Jahren sendete der Rundfunk der DDR regelmäßig Kinderhörspiele, Hörspiele und Features von Enders. Kein Wort von Einsamkeit (1984) wurde 1989 in der Regie von Bernd Böhlich verfilmt. Für sein Hörspiel Das tonlose Spiel über den 1943 hingerichteten Pianisten Karlrobert Kreiten wurde Enders 1990 mit dem Autorenpreis der Kritiker des DDR-Hörspielpreises ausgezeichnet. Sein Kinderhörspiel Joe Cocker oder Das Urteil erlangte beim DDR-Kinderhörspielpreis des Jahres 1991 den 3. Platz.
Für die MDR-Produktion Spenderherz erhielt er 2001 den Hörspielpreis der Stiftung Kulturpflege und Kulturförderung der Sparkasse Neuss.

## Hörspiele (Auswahl)
- 1983: Seilfahrt (Rundfunk der DDR – Regie: Fritz Göhler)
- 1984: Kein Wort von Einsamkeit (Rundfunk der DDR – Regie: Fritz Göhler)
- 1986: Alwins Träumerei (Rundfunk der DDR – Regie: Fritz Göhler)
- 1989: Das tonlose Spiel (Rundfunk der DDR – Regie: Fritz Göhler)
- 1990: Kowatz – Ein deutsches Leben (WDR 1990 – Regie: Albrecht Surkau)
- 1991: Joe Cocker oder Das Urteil (Funkhaus Berlin – Regie: Norbert Speer)
- 1999: Dorns Tiefland (WDR – Regie: Hans Gerd Krogmann)
- 2001: Spenderherz (MDR – Regie: Joachim Staritz)
- 2009: Bachs Reiche (MDR – Regie: Judith Lorentz)
- 2012: Treffen in Dublin (MDR – Regie: Judith Lorentz)

## Features (Auswahl)
- 1981: Ich schaue viele Gesichter – Gerhart Hauptmann in Erkner (Rundfunk der DDR – Regie: Torsten Enders)[5]
- 1983: Kalksteinzeiten (Rundfunk der DDR – Regie: Hannelore Solter)
- 1984: Herbst in Annaberg – Sommer in Tschulimsk (Rundfunk der DDR – Regie: Hannelore Solter)
- 1985: Brückenschlag (Rundfunk der DDR – Regie: Hannelore Solter)
- 1987: Ich habe längst aufgehört, als Individuum zu existieren – Winnie und Nelson Mandela (Rundfunk der DDR – Regie: Klaus Zippel)

## Filme (Auswahl)
- 1971: Der Staatsanwalt hat das Wort: Anatomie eines Unfalls, Darsteller (Regie: Werner Röwekamp)
- 1990: Kein Wort von Einsamkeit, Drehbuch (Regie: Bernd Böhlich)
- 1991: Trutz, Drehbuch (Regie: Hans-Werner Honert)

## Theater (Auswahl)
- 1986: Kanzelkarl (Uraufführung: Neue Szene, Leipzig)
- 1991: Kowatz (Uraufführung: Städtische Bühnen Augsburg)